# La Concepción de Hidalgo
La Concepción de Hidalgo är en ort i kommunen Otzolotepec i delstaten Mexiko i Mexiko. Samhället hade 2 762 invånare vid folkräkningen 2020.